# Clive Needle
Clive John Needle (ur. 22 września 1956 w Romford) – brytyjski polityk, poseł do Parlamentu Europejskiego IV kadencji.

## Życiorys
Pracował w biznesie, organizacjach pozarządowych i przy kampaniach wyborczych Partii Pracy. W latach 1994–1999 z ramienia laburzystów sprawował mandat eurodeputowanego, wchodząc w skład frakcji socjalistycznej. Był członkiem m.in. Komisji ds. Rozwoju i Współpracy oraz Komisji ds. Środowiska Naturalnego, Zdrowia Publicznego i Ochrony Konsumentów. Bez powodzenia kandydował w kolejnych eurowyborach w 1999 i 2004. Po odejściu z PE zajął się działalnością konsultingową, współpracując m.in. przy różnych inicjatywach Światowej Organizacji Zdrowia. Został też doradcą strategicznym w organizacji doradczej EuroHealthNet.